# Cremnops desertor
Cremnops desertor är en stekelart som först beskrevs av Carl von Linné 1758.  Cremnops desertor ingår i släktet Cremnops och familjen bracksteklar. Arten är reproducerande i Sverige. Inga underarter finns listade i Catalogue of Life.